# Paul de Tarse et le judaïsme
 (juillet 2023).
Motif : Long TI/pov qui fait la part belle à une apologétique chrétienne qui n'a même plus cours. Pratiquement aucune source, omission totale des historiens et des exégètes d'aujourd'hui, ignorance de la culture juive, récitation d'un catéchisme obsolète sur la prétendue fiabilité historique des Actes à laquelle ne croit plus aucun spécialiste depuis des décennies... Bref, un mauvais TI/pov traduit de :en alors qu'il existe de nombreuses sources de qualité, en anglais, en français et dans de nombreuses autres langues. Un début de nettoyage a été effectué mais l'ensemble est à reprendre.

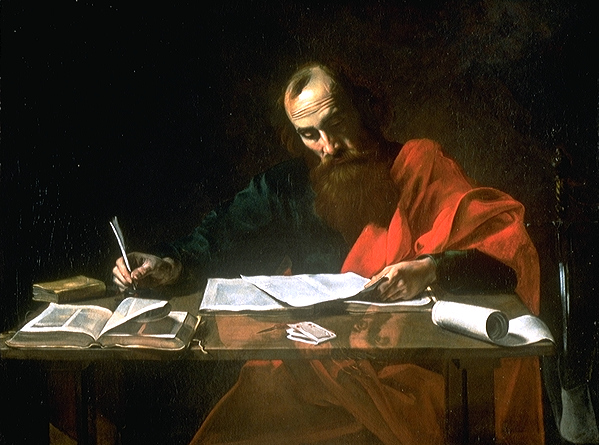
Saint Paul écrivant ses épîtres, par Valentin de Boulogne, XVIe siècle, musée des beaux-arts de Houston. La plupart des chercheurs pensent que Paul dicta en fait ses lettres à un secrétaire, comme le Tertius mentionné dans.

La relation entre l'apôtre Paul et le judaïsme du Second Temple est l'objet de la recherche savante, en raison du rôle important joué par Paul dans l'ensemble des relations entre le judaïsme et le christianisme. L'influence de sa doctrine sur la théologie chrétienne est considérée comme plus importante que celle de tout autre auteur du Nouveau Testament.
Certains spécialistes considèrent Paul (ou Saul) comme tout à fait conforme au judaïsme du Ier siècle (un pharisien élève de Gamaliel) ou au judaïsme hellénistique, d'autres le voient plutôt comme opposé au judaïsme du Ier siècle (notamment quand il soutient l'antinomisme et le marcionisme), tandis que la majorité le situent entre ces deux extrêmes, opposé aux « lois rituelles », mais en plein accord avec la Loi divine.

## Contexte

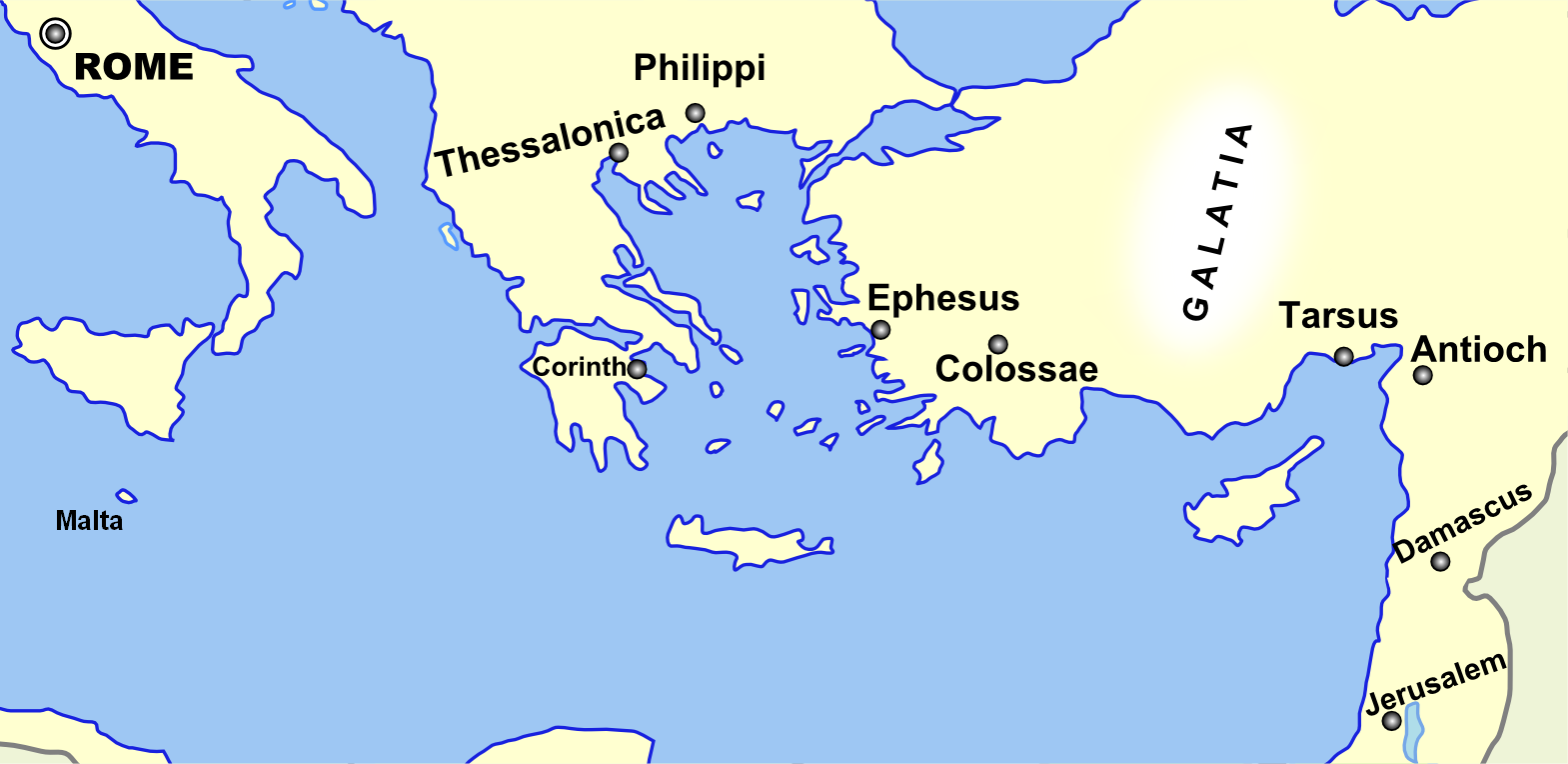
Le bassin méditerranéen au Ier siècle, géographie en rapport avec la vie de Paul, de Jérusalem jusqu'à Rome.

Les Actes des Apôtres relatent les voyages de Paul, ses conflits avec les païens et les juifs, et ses interactions avec les apôtres originaux. La valeur historique des Actes est cependant largement contestée par les biblistes en raison de leur caractère apologétique, les Actes ayant été rédigés dans une perspective de réconciliation entre le christianisme paulinien et ses opposants.
Le talmudiste Daniel Boyarin estime que la théologie de l'esprit chez Paul est plus profondément enracinée dans le judaïsme hellénistique qu'on ne le croit. Dans A Radical Jew, Boyarin affirme que Paul a combiné la vie de Jésus avec la philosophie grecque pour réinterpréter la Torah dans les termes de l'opposition platonicienne entre l'idéal et le matériel.

## Piliers de l'Église
Paul écrit dans Galates 1. 7 qu'il n'a pas discuté avec les « piliers de l'Église » après avoir reçu sa révélation comme apôtre (Galates 1. 15-16), qu'il n'a vu personne d'autre que Céphas (Pierre) et Jacques quand il était à Jérusalem, trois ans après la révélation (Galates 1. 18-24), et indique qu'il ne leur a expliqué son évangile que 14 ans plus tard (Galates 2. 1-2), lors d'un voyage ultérieur à Jérusalem.
Depuis Ferdinand Christian Baur, les chercheurs ont trouvé des preuves de conflit entre les dirigeants du christianisme primitif ; James Dunn suggère par exemple que Pierre servait de « pont » entre les points de vue opposés de Paul et de Jacques le Juste :

« Parce que Pierre était probablement dans les faits l'homme-pont (pontifex maximus!) qui a fait plus qu'aucun autre pour faire tenir ensemble la diversité du christianisme du Ier siècle. Jacques, frère de Jésus, et Paul, les deux autres personnalités les plus éminentes du christianisme du Ier siècle, étaient trop identifiés avec leurs « marques » respectives de christianisme, du moins aux yeux des chrétiens à l'opposé de ce spectre particulier. Mais Pierre, comme le montre en particulier l'épisode d'Antioche dans Galates 2, se souciait à la fois de rester fidèle à son héritage juif, dont Paul manquait, et de l'ouverture aux exigences du développement du christianisme, ce qui manquait à Jacques. Jean aurait pu être une telle figure centrale reliant les extrêmes, mais si les écrits liés à son nom sont indicatifs de sa position, il était trop individualiste pour représenter un tel point de ralliement. D'autres auraient pu lier plus fermement le développement de la nouvelle religion à ses événements fondateurs et à Jésus lui-même. Mais aucun d'eux, y compris dans le reste des Douze, ne semble avoir joué un rôle d'importance durable pour l'ensemble du christianisme, bien que Jacques, frère de Jean, aurait pu représenter une exception, s'il avait survécu ». »

## La controverse de la circoncision

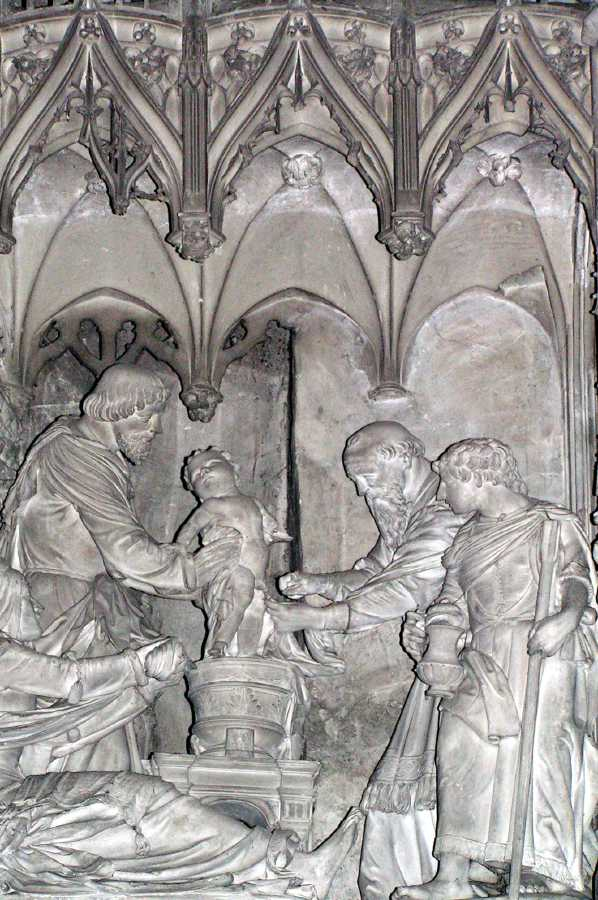
La Circoncision de Jésus, cathédrale de Chartres.

Dans le cas de Timothée, dont la mère était juive, mais dont le père était un Grec, Paul l'a circoncis personnellement « à cause des Juifs » (Actes 16. 1-3). 
Paul a défendu auprès des chrétiens de Rome (Romains 2. 25-29) sa thèse que la circoncision ne signifiait plus une pratique physique, mais spirituelle. C'est dans ce sens qu'il écrit : « Quelqu'un a-t-il été appelé étant circoncis, qu'il demeure circoncis ; quelqu'un a-t-il été appelé étant incirconcis, qu'il ne se fasse pas circoncire » dans 1Cor 7. 18, probablement une référence à la pratique de la restauration du prépuce. Paul a été circoncis quand il a été « appelé ». Il ajoute : « Que l'on soit circoncis ou non n'a aucune importance. Ce qui importe, c'est l'obéissance aux commandements de Dieu » (1Cor 7. 19).
Son attitude envers la circoncision varie entre son hostilité pure et simple à ce qu'il appelle « une mutilation » dans Philippiens 3. 2-3 à l'éloge dans Romains 3. 1-2 et à son accord pour que Timothée soit circoncis, relatée dans Actes 16. 1-3. Ces divergences apparentes ont conduit à un certain degré de scepticisme quant à la fiabilité historique des Actes des Apôtres. Baur, Schwanbeck, de Wette, Davidson, Mayerhoff, Schleiermacher, Bleek (en), Krenkel (de) et d'autres se sont opposés à l'authenticité des Actes.

## L'incident d'Antioche

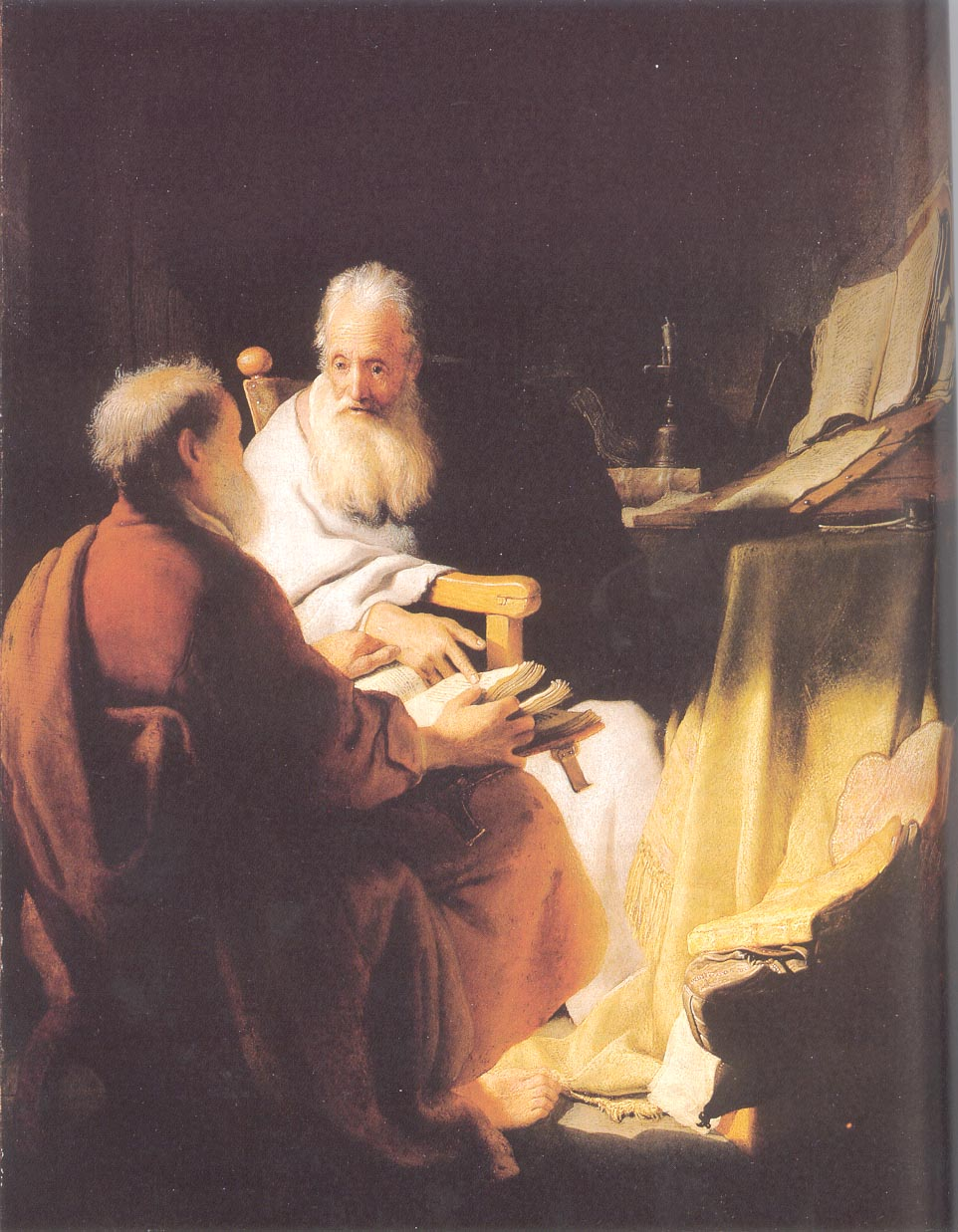
Différend entre deux vieillards, Rembrandt, 1628. Cette peinture pourrait représenter Pierre et Paul.

Malgré l'accord vraisemblablement réalisé au concile de Jérusalem, Paul raconte comment il affronta publiquement plus tard Pierre, lors de la dispute connue comme le « conflit d'Antioche », du fait de la réticence de Pierre à partager un repas avec les pagano-chrétiens à Antioche.
Décrivant plus tard l'incident, Paul raconte : « je me suis opposé ouvertement à lui, car il avait tort. ». Paul rapporte qu'il a dit à Pierre : « Si toi qui es Juif, tu vis à la manière des païens et non à la manière des Juifs, pourquoi forces-tu les païens à judaïser ? » (Gal 2. 11-14). Paul mentionne aussi que même Barnabas (son compagnon de voyage et jusqu'alors confrère) se rangea du côté de Pierre (Gal 2. 13).
Le From Jesus to Christianity de L. Michael White (en) affirme : « L'éclat avec Pierre a été un échec total de bravade politique, et Paul quitta bientôt Antioche comme persona non grata, pour ne plus jamais y revenir ».

## Séparation du judaïsme

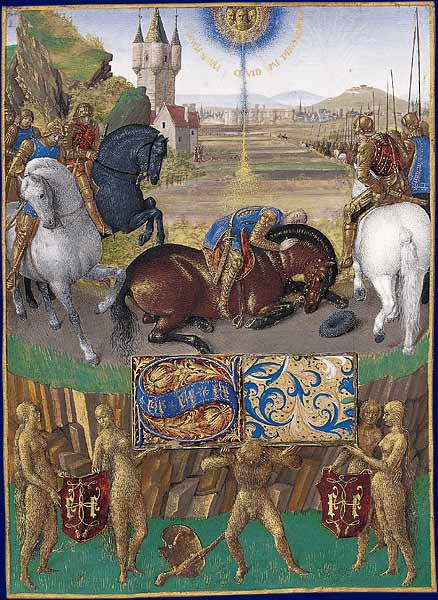
Paul sur le chemin de Damas, enluminure du Livre d'heures d'Étienne Chevalier (milieu du XVe siècle).

Avant la conversion de Paul, le christianisme faisait partie du judaïsme du Second Temple, en d'autres termes il était une secte juive de la période de ce qu'on appelle le christianisme juif, et donc, dans une perspective moderne, les gentils qui souhaitaient rejoindre pleinement le mouvement étaient censés se convertir au judaïsme, ce qui signifiait probablement subir la circoncision adultes s'ils ne l'avaient pas été en tant que nourrissons, suivre les restrictions alimentaires de la cacheroute, etc. (voir 613 Commandements pour plus de détails). Durant cette période, il y avait aussi des « convertis partiels », comme les prosélytes de la porte et les craignants-Dieu. Paul insista sur ce que la foi dans le Christ était suffisante pour le salut et que la Torah ne lie pas les Gentils, ce point de vue étant également celui de la plupart des Juifs. Le succès des efforts de Paul comme « Apôtre des Gentils » accéléra la scission entre le christianisme et le judaïsme dominant. Sans la campagne de Paul contre les légalistes (en) qui s'opposaient à lui, le christianisme aurait pu rester une secte dissidente du judaïsme.